# 1996年アトランタオリンピックのスウェーデン選手団
1996年アトランタオリンピックのスウェーデン選手団（1996ねんアトランタオリンピックのスウェーデンせんしゅだん）は、1996年7月19日から8月4日にかけてアメリカ合衆国のジョージア州アトランタで開催された1996年アトランタオリンピックのスウェーデン選手団、およびその競技結果。

## 概要
今大会は金メダル2個、銀メダル4個、銅メダル2個の合計8個のメダルを獲得した。

## メダル
| メダル | 選手名                                                                                    | 競技 | 種目                   |
| ------ | ----------------------------------------------------------------------------------------- | ---- | ---------------------- |
| 金     | リュドミラ・エンクイスト                                                                  | 陸上 | 女子100mハードル       |
| 銀     | アンデシュ・リルブリン アンデルス・ホルメルツ クリステル・ワーリン ラーシュ・フレランダー | 競泳 | 男子4×200m自由形リレー |